# Aleksandr Golovine
Pour les articles homonymes, voir Golovin.
Aleksandr Sergueïevitch Golovine (en russe : Александр Сергеевич Головин), aussi orthographié Golovin, né le 30 mai 1996 à Kaltan, en Russie, est un footballeur international russe qui évolue au poste de milieu de terrain à l'AS Monaco. Il est surnommé « l'aigle de Kaltan », ou, le « Tsar ».

## Biographie

### Carrière en club

#### CSKA Moscou (2015-2018)
Natif de Kaltan, dans l'oblast de Kemerovo, Aleksandr Golovin effectue ses premières années de formation au sein de l'équipe de football de l'école de sport locale à partir de l'âge de six ans, bien que pratiquant également d'autres sports comme le tennis, le patinage, le ski ou encore les échecs. Il effectue notamment un test d'une semaine au centre de formation du Spartak Moscou vers l'âge de 10 ans, qui reste cependant sans suite, notamment en raison de l'éloignement entre Moscou et sa ville d'origine. Il rejoint finalement en 2009 les équipes de jeunes du Metallourg-Kouzbass Novokouznetsk ainsi que l'école de la réserve olympique de Leninsk-Kouznetski. Ses performances lui valent d'être appelé au sein de la sélection sibérienne à l'occasion d'un tournoi à Krymsk, au cours duquel il est repéré par les recruteurs du CSKA Moscou et intègre les équipes de jeunes du club à l'âge de 16 ans. Il y dispute alors notamment l'UEFA Youth League 2013-2014, inscrivant deux buts et deux passes décisives en six rencontres.
Le 24 septembre 2014, Aleksandr Golovin fait finalement ses débuts en équipe première à l'occasion d'un match de Coupe de Russie contre le Khimik Dzerjinsk, où il est alors titularisé au poste d'ailier gauche par Leonid Sloutski. Il dispute par la suite une nouvelle fois l'UEFA Youth League 2014-2015 durant l'automne 2014 avant de disputer son premier match de championnat le 14 mars 2015 face au Mordovia Saransk. Il est titularisé deux semaines plus tard lors de la demi-finale de la coupe face au Kouban Krasnodar avant d'être sorti à l'heure de jeu, tandis que les siens perdent finalement 1-0. Pour sa première saison, il dispute en tout dix matchs toutes compétitions confondues.
La saison 2015-2016 le voit notamment faire ses débuts en Ligue des champions où il rentre en toute fin de rencontre contre le Sparta Prague lors du troisième tour de qualification puis face à Manchester United lors de la phase de groupes. Il inscrit également son premier but avec l'équipe première le 9 avril 2016 contre le Mordovia Saransk avant d'enchaîner onze jours plus tard en demi-finale de la Coupe de Russie où il marque un doublé contre le FK Krasnodar pour aider son équipe à l'emporter 3-1 à se qualifier pour la finale. Il est par la suite titularisé pour cette rencontre face au Zénith Saint-Pétersbourg mais ne peut empêcher les siens d'être lourdement battus sur le score de 4-1. Le CSKA remporte tout de même le championnat russe à l'issue de l'exercice, Aleksandr Golovin y disputant en tout dix-sept rencontres et devenant un joueur régulier de la rotation lors de la deuxième partie de saison sous le nouvel entraîneur Viktor Goncharenko.
Il s'impose finalement comme un titulaire constant à partir de l'exercice 2016-2017 qui le voit disputer l'intégralité des rencontres du championnat, où il est titularisé lors de 29 matchs sur 30 et inscrit trois buts pour quatre passes décisives, ainsi que de la phase de groupes de la Ligue des champions, enchaînant alors les placements entre le  centre du terrain et le côté gauche. Aleksandr Golovin remporte par ailleurs le titre de meilleur espoir de Russie au mois de novembre 2016 avant d'être intégré au sein de la liste des 33 meilleurs joueurs du championnat russe à l'issue de la saison en tant que troisième meilleur milieu de terrain central. L'été 2017 le ainsi voit être courtisé par les équipes anglaises du Chelsea FC et d'Arsenal notamment, cette dernière envoyant même une offre de 8 à 10 millions de livres à la fin du mois d'août qui est finalement refusée par le CSKA.
Toujours autant utilisé lors de la saison 2017-2018, Aleksandr Golovin enregistre cette fois cinq buts marqués ainsi que cinq passes décisives en championnat sur l'ensemble de la saison, marquant inscrivant notamment deux buts lors des trois premières journées. Il participe également une nouvelle fois à la Ligue des champions où il dispute dix rencontres, mais également par la suite à la phase finale de la Ligue Europa au cours de laquelle il se montre décisif en inscrivant un but face à l'Olympique lyonnais lors du match retour des huitièmes de finale pour permettre à son équipe de se qualifier, tandis que sa prestation d'ensemble lui vaut d'être élu meilleur joueur de la semaine dans la compétition. Il est une nouvelle fois buteur puis passeur face à Arsenal au tour suivant mais ne peut cette fois pas empêcher l'élimination du CSKA à l'issue de la confrontation. Il est par la suite inclus dans l'équipe des meilleurs jeunes du tournoi tandis qu'il est élu meilleur joueur de la saison du CSKA par la supporters du club.

#### AS Monaco (depuis 2018)
Le 27 juillet 2018, Aleksandr Golovin signe pour cinq ans à l'AS Monaco, en échange d'une indemnité de transfert de 30 millions d’euros.

##### Première saison, fulgurances par intermittences et maintien difficile
Sa première saison à l'AS Monaco est freinée par les blessures contractées rapidement. Le 29 janvier 2019, contre l'EA Guingamp en Coupe de la Ligue, Aleksandr Golovin marque un but exceptionnel sur une passe décisive de Gelson Martins après un déboulé côté droit en logeant la balle sous la transversale du gardien de Guingamp d'une frappe surpuissante. Cette réalisation ne permettra malheureusement pas à son équipe de s'imposer, car aux tirs au but, l'EA Guingamp s'imposera. C'est le premier de deux buts en une semaine puisqu'il marque aussi contre le Toulouse FC en Ligue 1 quatre jours plus tard pour une victoire 2-1 de l'AS Monaco. Le 21 avril 2019, il marque son troisième but de la saison contre le Paris Saint-Germain lors d'une défaite de son équipe trois buts à un au Parc des Princes. Le 18 mai 2019, il prend part à la victoire de son équipe contre l'Amiens SC en inscrivant un plat du pied imparable au terme d'un déboulé de 50 mètres en étant parti de son camp.

##### Deuxième saison, niveau de jeu intéressant mais tronquée par la pandémie
Sa deuxième saison commence aussi mal que la précédente sur le plan collectif, puisque l'AS Monaco n'enregistre que trois points pendant les six premiers matchs de championnat, ce qui place l'entraîneur Leonardo Jardim sur la sellette. Cependant, lors de la 7e journée de Ligue 1, Aleksandr Golovin réalise un match fabuleux en inscrivant un doublé magistral ainsi qu'une passe décisive pour son coéquipier Wissam Ben Yedder pour clore le derby contre l'OGC Nice sur le score de 3-1 et offrir sa première victoire à son équipe en cette saison. Son équipe enchaîne par la suite avec une nouvelle victoire convaincante contre le Stade brestois 29, à laquelle il prend part en tant que titulaire, étant indéboulonnable du onze de départ. Le 5 octobre 2019, il écope d'un carton rouge contre le Montpellier HSC lors de la défaite de son équipe 3-1. Enchaînant les matchs, il se distingue contre le Dijon FCO en inscrivant une reprise de volée sur une passe d'Islam Slimani à l'entrée de la surface, but qui offre les trois points à l'AS Monaco.

##### Troisième saison, meilleur passeur de l'AS Monaco et qualification pour la Coupe d'Europe
Lors du premier match de la saison 2020-2021, Aleksandr Golovin trouve Benoît Badiashile sur coup franc pour l'égalisation contre le Stade de Reims, grâce à ce but, l'AS Monaco gagne son premier point après avoir pourtant été mené 2-0 en première mi-temps. Lors de la 2e journée de Ligue 1, il est contraint de sortir au quart d'heure de jeu à cause d'une blessure à la cuisse qui le tiendra éloigné tout le reste de l'année civile 2020. Le 6 janvier 2021, après une longue blessure il signe un record pour son retour. En effet, il marque un but au bout de 4 secondes après être entré en jeu permettant à son équipe de s'imposer 2-5 contre FC Lorient. Le 23 janvier 2021, il délivre deux passes décisives consécutives sur corner contre l'Olympique de Marseille, aidant ainsi son équipe à revenir dans le match et à l'emporter contre l'OM. Le 7 février 2021, il marque le premier triplé de sa carrière professionnelle, contre le Nîmes Olympique, et délivre également une passe décisive pour Kevin Volland au cours de ce match tandis que les siens s'imposent 4-3.
Malheureusement pour lui, il se blesse lors de l'échauffement lors du match suivant et ne prend part au 2-2 contre FC Lorient. Cependant, quelques jours plus tard, il est de retour dans le groupe et entre en jeu contre le Paris Saint-Germain pour un exploit de son équipe 2-0 au Parc des Princes. Après cela, il rentre en jeu contre le Stade brestois 29 et débloque la situation en distillant deux passes décisives qui permettent à son équipe de l'emporter. Il est élu joueur monégasque du mois de février par les supporters. En ouverture de la 30e journée, l'AS Monaco s'impose nettement contre l'AS Saint-Étienne sur le score de 4-0 à Geoffroy-Guichard, avec notamment une passe décisive pour Aurélien Tchouaméni pour le but du break. Lors de la 32e journée de Ligue 1, il offre une passe décisive à son capitaine Wissam Ben Yedder contre le Dijon FCO. Le 13 mai 2021, en demi-finale de Coupe de France, il participe au festival offensif rouge et blanc contre les amateurs de Rumilly en marquant d'un plat du pied droit le cinquième but de son équipe. Le 16 mai 2021, pour le compte de la 37e journée de Ligue 1, il délivre sa neuvième passe décisive de la saison et inscrit un but de 20 mètres pour une victoire 2-1 de l'AS Monaco sur le Stade rennais FC.

##### Quatrième saison, hiver tronqué et reversement en Ligue Europa
Lors du premier match officiel comptant pour le tour préliminaire de la Ligue des champions sur le terrain du Sparta Prague, Aleksandr Golovin délivre une passe décisive sur corner en première mi-temps pour son coéquipier Aurélien Tchouaméni qui marque d'une tête rageuse. Lors du match retour, il marque son premier but de la saison du droit sur une passe décisive de son capitaine Wissam Ben Yedder, l'AS Monaco s'impose ce jour-là sur le score de trois buts à un au stade Louis-II. L'AS Monaco reversé en Ligue Europa à la suite de l'élimination au tour suivant contre le Chakhtar Donetsk, il offre une passe décisive du gauche pour Krépin Diatta, l'AS Monaco s'impose 1-0 contre le Sturm Graz en ouverture de la phase de groupe. Le weekend suivant, il ouvre le score dans le derby contre l'OGC Nice. C'est aussi son 100e match avec l'AS Monaco. Lors de la 9e journée de Ligue 1, contre les Girondins de Bordeaux, il offre une passe décisive sur coup franc à Aurélien Tchouaméni, puis marque son deuxième but de la saison en championnat d'une subtile pichenette de l'extérieur du droit pour battre Benoit Costil. Le 25 novembre 2021, il délivre une passe décisive pour l'ouverture du score contre la Real Sociedad à destination de Kevin Volland. L'AS Monaco se qualifie pour les huitièmes de finale de la Ligue Europa à l'issue de la rencontre. Le 5 décembre 2021, il entre en jeu et offre une passe décisive d'une talonnade astucieuse pour Wissam Ben Yedder contre le FC Metz.
Il passe la majorité de l'hiver sur le banc en raison d'une blessure. Le 17 mars 2022, il entre en jeu et offre une passe décisive sur corner à son capitaine du soir, Axel Disasi en huitième de finale retour de la Ligue Europa. Malheureusement pour lui, l'AS Monaco est éliminé au score cumulé des deux matchs contre le Sporting Braga. Le 20 mars 2022, il est titulaire pour la première fois depuis décembre en championnat et fluidifie le jeu de son équipe qui finalement l'emporte 3-0 contre le Paris Saint-Germain. Il délivre une passe décisive pour Vanderson sur le terrain du Stade rennais FC, sa quatrième offrande de la saison en championnat. Le 20 avril 2022, il confirme son retour en grande forme en marquant l'unique but du derby remporté par l'AS Monaco contre l'OGC Nice. Titulaire coup sur coup pendant les neuf matches de la 29e journée à la 37e journée, il participe constamment au bon jeu pratiqué par les Monégasques et l'AS Monaco l'emporte consécutivement. Il offre une nouvelle passe décisive lors du déplacement sur le terrain du RC Lens sur corner pour son coéquipier Benoît Badiashile. Finalement, l'AS Monaco concède le match nul 2-2 et finit 3e du championnat de France et se qualifie une nouvelle fois pour le 3e tour préliminaire de la Ligue des champions 2022-2023.

##### Cinquième saison, nouvelle désillusion en Europe et meilleure saison en termes de buts
Le 18 septembre 2022, Aleksandr Golovin ouvre le score sur le terrain du Stade de Reims d'une tête plongeante. Son premier but de la tête en France. Le 30 octobre 2022, il marque son deuxième but de la saison en Ligue 1 d'un superbe enroulé du pied droit qui rentre en pleine lucarne contre l'Angers SCO. Le 28 décembre 2022, sur la pelouse de l'AJ Auxerre, il offre une passe décisive pour le premier but en carrière d'Eliesse Ben Séghir. Lors du premier match de l'année 2023, il offre la victoire à son équipe après avoir éliminé deux défenseurs brestois et en catapultant une frappe du droit de l'extérieur de la surface de réparation. Pendant 19e journée de Ligue 1, il offre une nouvelle passe décisive à son capitaine lors de la victoire étincelante 7-1 contre l'AC Ajaccio.
Le 6 février 2023, il offre une nouvelle passe décisive sur un centre pour Breel Embolo sur le terrain du Clermont Foot 63. Lors de la 23e journée de Ligue 1, il score le premier but de son équipe face au leader parisien, son cinquième de la saison, et participe ainsi à la détonnante victoire 3-1 de son équipe face au Paris Saint-Germain. Lors de la 24e journée, il ouvre une nouvelle fois le score sur le terrain du Stade brestois 29, score final 2-1 pour son équipe. Le 2 avril 2023, il offre sa septième passe décisive de la saison pour son jeune coéquipier Edan Diop contre le RC Strasbourg. Ainsi, il devient le meilleur passeur de l'AS Monaco depuis 2006. Le 16 avril 2023, il marque un but, son septième de la saison, et offre une passe décisive pour Krépin Diatta contre le FC Lorient. Lors de la 34e journée, il marque son huitième but en Ligue 1 et bat son record de buts sur une saison de championnat d'une frappe magistrale sans contrôle d'en-dehors de la surface pour ouvrir le score sur la pelouse de l'Angers SCO.

##### Sixième saison, une année sans compétition européenne mais toujours aussi décisif
Aleksandr Golovin commence la saison en tant que titulaire et participe à la bonne série monégasque avec sept points pris sur neuf. Lors de la 4e journée de Ligue 1, toujours titulaire, il ouvre son compteur but en reprenant une passe millimétrée sans contrôle de son coéquipier Takumi Minamino contre le RC Lens, score final trois buts à zéro pour l'AS Monaco. Lors de la 9e journée de Ligue 1, il signe un doublé notamment d'une frappe enroulée du droit à 25 mètres du but messin, puis sur un coup franc poteau rentrant, offrant une victoire 2-1 sur le FC Metz. Le 5 novembre 2023, il offre une passe décisive sur corner, puis marque son cinquième but de la saison lors de la victoire 2-0 contre le Stade brestois 29.
Le 27 janvier 2024, il donne une nouvelle passe décisive (sa deuxième en deux matches) pour son capitaine Wissam Ben Yedder lors du match nul deux buts partout au stade Vélodrome, portant son total à quatre unités cette saison,. Il marque son sixième but de la saison sur le terrain de l'OGC Nice donnant ainsi la victoire à son équipe lors d'un match fou. Malheureusement pour lui, il se blesse à l'entraînement à l'orée de la 30e journée de Ligue 1 et sa saison se finit à cinq journées de la fin.

##### Septième saison, prolongation de contrat
Le 4 octobre 2024, Aleksandr Golovin prolonge son contrat avec l'AS Monaco de trois saisons supplémentaires, soit jusqu'en juin 2029,,. Le 5 novembre 2024, il est à l'origine du but de la victoire sur le terrain de Bologna FC dans le cadre de la quatrième journée de Ligue des Champions en délivrant un centre sur le dernier corner de la partie menant au but. Lors de la 12ème journée de Ligue 1, il marque son premier but de la saison contre Brest lors de la victoire 3-2 de son équipe. Puis, le 1er décembre 2024, il ouvre le score sur le terrain de l'Olympique de Marseille, son équipe s'inclinant 2-1 au bout du temps règlementaire. Lors de la 19ème journée de Ligue 1, il marque un nouveau but du droit lors de la victoire des siens 3-2 contre le Stade Rennais.

#### Huitième saison, préparation estivale soutenue
Pendant la préparation estivale de la saison suivante, il joue beaucoup et préserve son corps des blessures. Il marque notamment contre le Torino FC le 30 juillet 2025 pour l'emporter 3-1. Lors de la première journée de Ligue 1 de la saison 2025-2026 contre l'équipe du Havre AC, il force le défenseur Gautier Lloris à marquer contre son camp sur le score de 3-1. De ce fait, il se montre décisif dès le début de saison.

### Carrière en sélection
Aleksandr Golovin remporte le championnat d'Europe des moins de 17 ans et participe à la Coupe du monde en 2013 avec la sélection russe. Lors du championnat d'Europe, il délivre une passe décisive contre l'Italie à l'occasion du premier tour. Lors du mondial junior, il inscrit un but et délivre une passe décisive face au Venezuela, une nouvelle fois lors du premier tour.
Plus tard, il est appelé avec les moins de 19 ans, qui sont finalistes du championnat d'Europe de 2015. Lors de ce championnat d'Europe, il délivre deux passes décisives, face à l'Espagne au premier tour, puis contre la Grèce en demi-finale. Il se voit ensuite appelé avec les espoirs.
Pratiquement en parallèle, il fait ses débuts avec la sélection A, et marque son premier but le 7 juin 2015 face à la Biélorussie, lors de sa toute première sélection. Il marque à nouveau un but lors de sa deuxième sélection, contre la Lituanie. Quelques mois plus tard, le sélectionneur Leonid Sloutski le retient afin de participer à l'Euro 2016 organisé en France. Il est de nouveau appelé deux ans plus tard, en 2018, pour disputer la Coupe du monde à domicile. Il s'illustre dès le premier match de poules contre l'Arabie saoudite avec un but et deux passes décisives (victoire, 5-0).
Le 12 novembre 2021, il est capitaine de son équipe nationale et délivre à cette occasion sa 13e passe décisive en équipe première de Russie. Son équipe l'emporte avec brio sur le score de six buts à zéro contre Chypre.

## Statistiques
| Saison                | Club                  | Championnat           | Championnat | Championnat | Championnat | Coupe nationale | Coupe nationale | Coupe nationale | Coupe de la Ligue | Coupe de la Ligue | Coupe de la Ligue | Supercoupe | Supercoupe | Supercoupe | Compétition(s) continentale(s) | Compétition(s) continentale(s) | Compétition(s) continentale(s) | Compétition(s) continentale(s) | Total | Total | Total |
| Saison                | Club                  | Division              | M.          | B.          | P.d.        | M.              | B.              | P.d.            | M.                | B.                | P.d.              | M.         | B.         | P.d.       | Comp.                          | M.                             | B.                             | P.d.                           | M.    | B.    | P.d.  |
| 2014-2015             | CSKA Moscou           | Premier-Liga          | 7           | 0           | 1           | 3               | 0               | -               | -                 | -                 | -                 | -          | -          | -          | -                              | -                              | -                              | -                              | 10    | 0     | 1     |
| 2015-2016             | CSKA Moscou           | Premier-Liga          | 17          | 1           | -           | 4               | 2               | -               | -                 | -                 | -                 | -          | -          | -          | C1                             | 2                              | 0                              | -                              | 23    | 3     | 0     |
| 2016-2017             | CSKA Moscou           | Premier-Liga          | 30          | 3           | 4           | -               | -               | -               | -                 | -                 | -                 | 1          | 0          | 0          | C1                             | 6                              | 0                              | -                              | 37    | 3     | 4     |
| 2017-2018             | CSKA Moscou           | Premier-Liga          | 27          | 5           | 4           | 1               | 0               | -               | -                 | -                 | -                 | -          | -          | -          | C1+C3                          | 10+5                           | 0+2                            | 1+1                            | 43    | 7     | 6     |
| Sous-total            | Sous-total            | Sous-total            | 81          | 9           | 9           | 8               | 2               | 0               | -                 | -                 | -                 | 1          | 0          | 0          | -                              | 23                             | 2                              | 2                              | 113   | 13    | 11    |
| 2018-2019             | AS Monaco             | Ligue 1               | 30          | 3           | 4           | 1               | 0               | 0               | 1                 | 1                 | 0                 | -          | -          | -          | C1                             | 3                              | 0                              | 1                              | 35    | 4     | 5     |
| 2019-2020             | AS Monaco             | Ligue 1               | 25          | 3           | 4           | 3               | 0               | 0               | 2                 | 0                 | 0                 | -          | -          | -          | -                              | -                              | -                              | -                              | 30    | 3     | 4     |
| 2020-2021             | AS Monaco             | Ligue 1               | 21          | 5           | 9           | 5               | 1               | 0               | -                 | -                 | -                 | -          | -          | -          | -                              | -                              | -                              | -                              | 26    | 6     | 9     |
| 2021-2022             | AS Monaco             | Ligue 1               | 27          | 3           | 4           | 2               | 0               | 0               | -                 | -                 | -                 | -          | -          | -          | C1+C3                          | 4+7                            | 1+0                            | 1+3                            | 40    | 4     | 8     |
| 2022-2023             | AS Monaco             | Ligue 1               | 34          | 8           | 8           | 1               | 0               | 0               | -                 | -                 | -                 | -          | -          | -          | C1+C3                          | 2+8                            | 0                              | 0                              | 45    | 8     | 8     |
| 2023-2024             | AS Monaco             | Ligue 1               | 25          | 6           | 6           | 2               | 0               | 0               | -                 | -                 | -                 | -          | -          | -          | -                              | -                              | -                              | -                              | 27    | 6     | 6     |
| 2024-2025             | AS Monaco             | Ligue 1               | 19          | 3           | 0           | -               | -               | -               | -                 | -                 | -                 | 1          | 0          | 0          | C1                             | 9                              | 0                              | 1                              | 29    | 3     | 1     |
| 2025-2026             | AS Monaco             | Ligue 1               | 1           | 0           | 0           | -               | -               | -               | -                 | -                 | -                 | -          | -          | -          | C1                             | -                              | -                              | -                              | 1     | 0     | 0     |
| Sous-total            | Sous-total            | Sous-total            | 182         | 31          | 35          | 14              | 1               | 0               | 3                 | 1                 | 0                 | 1          | 0          | 0          | -                              | 33                             | 1                              | 6                              | 233   | 34    | 41    |
| Total sur la carrière | Total sur la carrière | Total sur la carrière | 263         | 40          | 45          | 22              | 3               | 0               | 3                 | 1                 | 0                 | 2          | 0          | 0          | -                              | 56                             | 3                              | 8                              | 346   | 47    | 53    |

### En sélections nationales
| Saison                | Sélection             | Phases finales        | Phases finales | Phases finales | Phases finales | Éliminatoires | Éliminatoires | Éliminatoires | Ligue des Nations | Ligue des Nations | Ligue des Nations | Matchs amicaux | Matchs amicaux | Matchs amicaux | Total | Total | Total |
| Saison                | Sélection             | Compétition           | M              | B              | Pd             | M             | B             | Pd            | M                 | B                 | Pd                | M              | B              | Pd             | M     | B     | Pd    |
| --------------------- | --------------------- | --------------------- | -------------- | -------------- | -------------- | ------------- | ------------- | ------------- | ----------------- | ----------------- | ----------------- | -------------- | -------------- | -------------- | ----- | ----- | ----- |
| 2014-2015             | Russie                | -                     | -              | -              | -              | -             | -             | -             | -                 | -                 | -                 | 1              | 1              | 0              | 1     | 1     | 0     |
| 2015-2016             | Russie                | Euro 2016             | 3              | 0              | 0              | -             | -             | -             | -                 | -                 | -                 | 4              | 1              | 0              | 7     | 1     | 0     |
| 2016-2017             | Russie                | Confédérations 2017   | 3              | 0              | 0              | -             | -             | -             | -                 | -                 | -                 | 4              | 0              | 0              | 7     | 0     | 0     |
| 2017-2018             | Russie                | Coupe du monde 2018   | 4              | 1              | 2              | -             | -             | -             | -                 | -                 | -                 | 4              | 0              | 0              | 8     | 1     | 2     |
| 2018-2019             | Russie                | -                     | -              | -              | -              | 3             | 0             | 3             | 2                 | 0                 | 1                 | -              | -              | -              | 5     | 0     | 4     |
| 2019-2020             | Russie                | -                     | -              | -              | -              | 5             | 2             | 4             | -                 | -                 | -                 | -              | -              | -              | 5     | 2     | 4     |
| 2020-2021             | Russie                | Euro 2020             | 3              | 0              | 0              | 3             | 0             | 1             | -                 | -                 | -                 | 2              | 0              | 1              | 8     | 0     | 2     |
| 2021-2022             | Russie                | -                     | -              | -              | -              | 4             | 0             | 1             | -                 | -                 | -                 | -              | -              | -              | 4     | 0     | 1     |
| 2023-2024             | Russie                | -                     | -              | -              | -              | -             | -             | -             | -                 | -                 | -                 | 3              | 1              | 1              | 3     | 1     | 1     |
| Total sur la carrière | Total sur la carrière | Total sur la carrière | 13             | 1              | 2              | 15            | 2             | 9             | 2                 | 0                 | 1                 | 18             | 3              | 2              | 48    | 6     | 14    |

### Liste des matches internationaux
| Matches internationaux d'Aleksandr Golovine | Matches internationaux d'Aleksandr Golovine | Matches internationaux d'Aleksandr Golovine     | Matches internationaux d'Aleksandr Golovine | Matches internationaux d'Aleksandr Golovine | Matches internationaux d'Aleksandr Golovine | Matches internationaux d'Aleksandr Golovine                           |
|                                             | Date                                        | Lieu                                            | Adversaire                                  | Résultat                                    | Compétition                                 | Notes                                                                 |
| ------------------------------------------- | ------------------------------------------- | ----------------------------------------------- | ------------------------------------------- | ------------------------------------------- | ------------------------------------------- | --------------------------------------------------------------------- |
| 1.                                          | 7 juin 2015                                 | Arena Khimki, Moscou, Russie                    | Biélorussie                                 | 4 - 2                                       | Match amical                                | Entré en jeu à la place de Roman Chirokov à la 61e minute de jeu.     |
| 2.                                          | 26 mars 2016                                | Otkrytie Arena, Moscou, Russie                  | Lituanie                                    | 3 - 0                                       | Match amical                                | Entré en jeu à la place de Pavel Mamaïev à la 46e minute de jeu.      |
| 3.                                          | 29 mars 2016                                | Stade de France, Saint-Denis, France            | France                                      | 4 - 2                                       | Match amical                                | Titulaire et remplacé par Denis Glouchakov à la 79e minute de jeu.    |
| 4.                                          | 1er juin 2016                               | Tivoli Neu, Innsbruck, Autriche                 | Tchéquie                                    | 2 - 1                                       | Match amical                                | Entré en jeu à la place de Oleg Ivanov à la 64e minute de jeu.        |
| 5.                                          | 5 juin 2016                                 | Stade Louis-II, Monaco                          | Serbie                                      | 1 - 1                                       | Match amical                                | Titulaire et remplacé par Oleg Ivanov à la 60e minute de jeu.         |
| 6.                                          | 11 juin 2016                                | Stade Vélodrome, Marseille, France              | Angleterre                                  | 1 - 1                                       | Euro 2016                                   | Titulaire et remplacé par Roman Chirokov à la 77e minute de jeu.      |
| 7.                                          | 15 juin 2016                                | Stade Pierre-Mauroy, Villeneuve-d'Ascq, France  | Slovaquie                                   | 1 - 2                                       | Euro 2016                                   | Titulaire et remplacé par Pavel Mamaïev à la 46e minute de jeu.       |
| 8.                                          | 20 juin 2016                                | Stadium de Toulouse, Toulouse, France           | Pays de Galles                              | 0 - 3                                       | Euro 2016                                   | Entré en jeu à la place de Roman Chirokov à la 52e minute de jeu.     |
| 9.                                          | 24 mars 2017                                | Stade FK Krasnodar, Krasnodar, Russie           | Côte d'Ivoire                               | 0 - 2                                       | Match amical                                | Titulaire et remplacé par Iouri Gazinski à la 78e minute de jeu.      |
| 10.                                         | 28 mars 2017                                | Stade olympique Ficht, Sotchi, Russie           | Belgique                                    | 3 - 3                                       | Match amical                                | Entré en jeu à la place de Dmitri Poloz à la 62e minute de jeu.       |
| 11.                                         | 5 juin 2017                                 | Groupama Aréna, Budapest, Hongrie               | Hongrie                                     | 0 - 3                                       | Match amical                                | Titulaire.                                                            |
| 12.                                         | 9 juin 2017                                 | VEB Arena, Moscou, Russie                       | Chili                                       | 1 - 1                                       | Match amical                                | Titulaire.                                                            |
| 13.                                         | 17 juin 2017                                | Stade Krestovski, Saint-Pétersbourg, Russie     | Nouvelle-Zélande                            | 1 - 1                                       | Coupe des confédérations 2017               | Titulaire.                                                            |
| 14.                                         | 21 juin 2017                                | Otkrytie Arena, Moscou, Russie                  | Portugal                                    | 0 - 1                                       | Coupe des confédérations 2017               | Titulaire.                                                            |
| 15.                                         | 24 juin 2017                                | Kazan Arena, Kazan, Russie                      | Mexique                                     | 1 - 2                                       | Coupe des confédérations 2017               | Titulaire.                                                            |
| 16.                                         | 23 mars 2018                                | Stade Loujniki, Moscou, Russie                  | Brésil                                      | 0 - 3                                       | Match amical                                | Titulaire.                                                            |
| 17.                                         | 27 mars 2018                                | Stade Krestovski, Saint-Pétersbourg, Russie     | France                                      | 1 - 3                                       | Match amical                                | Titulaire.                                                            |
| 18.                                         | 30 mai 2018                                 | Tivoli Neu, Innsbruck, Autriche                 | Autriche                                    | 1 - 0                                       | Match amical                                | Titulaire et remplacé par Alekseï Miranchuk à la 76e minute de jeu.   |
| 19.                                         | 30 mai 2018                                 | VEB Arena, Moscou, Russie                       | Turquie                                     | 1 - 1                                       | Match amical                                | Titulaire.                                                            |
| 20.                                         | 14 juin 2018                                | Stade Loujniki, Moscou, Russie                  | Arabie saoudite                             | 5 - 0                                       | Coupe du monde 2018                         | Titulaire.                                                            |
| 21.                                         | 19 juin 2018                                | Stade Krestovski, Saint-Pétersbourg, Russie     | Égypte                                      | 3 - 1                                       | Coupe du monde 2018                         | Titulaire.                                                            |
| 22.                                         | 1er juillet 2018                            | Stade Loujniki, Moscou, Russie                  | Espagne                                     | 1 - 1 (3 tab à 4)                           | Coupe du monde 2018                         | Titulaire.                                                            |
| 23.                                         | 7 juillet 2018                              | Stade olympique Ficht, Sotchi, Russie           | Croatie                                     | 2 - 2 (3 tab à 4)                           | Coupe du monde 2018                         | Titulaire et remplacé par Alan Dzagoev à la 102e minute de jeu.       |
| 24.                                         | 12 octobre 2018                             | Arena Baltika, Kaliningrad, Russie              | Suède                                       | 0 - 0                                       | Ligue des nations                           | Titulaire.                                                            |
| 25.                                         | 14 octobre 2018                             | Stade olympique Ficht, Sotchi, Russie           | Turquie                                     | 2 - 0                                       | Ligue des nations                           | Titulaire et remplacé par Dmitri Poloz à la 90e minute de jeu.        |
| 26.                                         | 21 mars 2019                                | Stade Roi-Baudouin, Bruxelles, Belgique         | Belgique                                    | 3 - 1                                       | Éliminatoires Euro 2020                     | Titulaire, exclu à la 90e minute de jeu.                              |
| 27.                                         | 8 juin 2019                                 | Mordovia Arena, Saransk, Russie                 | Saint-Marin                                 | 9 - 0                                       | Éliminatoires Euro 2020                     | Titulaire.                                                            |
| 28.                                         | 11 juin 2019                                | Stade de Nijni Novgorod, Nijni Novgorod, Russie | Chypre                                      | 1 - 0                                       | Éliminatoires Euro 2020                     | Titulaire.                                                            |
| 29.                                         | 6 septembre 2019                            | Hampden Park, Glasgow, Écosse                   | Écosse                                      | 1 - 2                                       | Éliminatoires Euro 2020                     | Titulaire et remplacé par Ilzat Akhmetov à la 89e minute de jeu.      |
| 30.                                         | 9 septembre 2019                            | Arena Baltika, Kaliningrad, Russie              | Kazakhstan                                  | 1 - 0                                       | Éliminatoires Euro 2020                     | Titulaire.                                                            |
| 31.                                         | 10 octobre 2019                             | Stade Loujniki, Moscou, Russie                  | Écosse                                      | 4 - 0                                       | Éliminatoires Euro 2020                     | Titulaire.                                                            |
| 32.                                         | 13 octobre 2019                             | Stade GSP, Nicosie, Chypre                      | Chypre                                      | 0 - 5                                       | Éliminatoires Euro 2020                     | Titulaire.                                                            |
| 33.                                         | 19 novembre 2019                            | Stadio Olimpico, Serravalle, Saint-Marin        | Saint-Marin                                 | 0 - 5                                       | Éliminatoires Euro 2020                     | Entré en jeu à la place d'Alekseï Ionov à la 58e minute de jeu.       |
| 34.                                         | 24 mars 2021                                | Ta' Qali Stadium, Ta' Qali, Malte               | Malte                                       | 1 - 3                                       | Éliminatoires Coupe du monde 2022           | Titulaire.                                                            |
| 35.                                         | 27 mars 2021                                | Stade olympique Ficht, Sotchi, Russie           | Slovénie                                    | 2 - 1                                       | Éliminatoires Coupe du monde 2022           | Titulaire et remplacé par Alekseï Mirantchouk à la 49e minute de jeu. |
| 36.                                         | 30 mars 2021                                | Stade Antona Malatinského, Trnava, Slovaquie    | Slovaquie                                   | 2 - 1                                       | Éliminatoires Coupe du monde 2022           | Titulaire.                                                            |
| 37.                                         | 1er juin 2021                               | Stade municipal de Wrocław, Wrocław, Pologne    | Pologne                                     | 1 - 1                                       | Match amical                                | Titulaire.                                                            |
| 38.                                         | 5 juin 2021                                 | VTB Arena, Moscou, Russie                       | Bulgarie                                    | 1 - 0                                       | Match amical                                | Titulaire et remplacé par Andreï Mostovoï à la 62e minute de jeu.     |
| 39.                                         | 13 juin 2021                                | Stade Krestovski, Saint-Pétersbourg, Russie     | Belgique                                    | 3 - 0                                       | Euro 2020                                   | Titulaire.                                                            |
| 40.                                         | 16 juin 2021                                | Stade Krestovski, Saint-Pétersbourg, Russie     | Finlande                                    | 0 - 1                                       | Euro 2020                                   | Titulaire.                                                            |
| 41.                                         | 21 juin 2021                                | Parken Stadium, Copenhague, Danemark            | Danemark                                    | 1 - 4                                       | Euro 2020                                   | Titulaire.                                                            |
| 42.                                         | 1er septembre 2021                          | Stade Loujniki, Moscou, Russie                  | Croatie                                     | 0 - 0                                       | Éliminatoires Coupe du monde 2022           | Titulaire.                                                            |
| 43.                                         | 4 septembre 2021                            | Stade GSP, Nicosie, Chypre                      | Chypre                                      | 0 - 2                                       | Éliminatoires Coupe du monde 2022           | Titulaire et remplacé par Daler Kouziaïev à la 67e minute de jeu.     |
| 44.                                         | 11 novembre 2021                            | Stade Krestovski, Saint-Pétersbourg, Russie     | Chypre                                      | 6 - 0                                       | Éliminatoires Coupe du monde 2022           | Titulaire et remplacé par Roman Zobnine à la 57e minute de jeu.       |
| 45.                                         | 14 novembre 2021                            | Stade de Poljud, Split, Croatie                 | Croatie                                     | 1 - 0                                       | Éliminatoires Coupe du monde 2022           | Titulaire et remplacé par Dmitri Chistiakov à la 57e minute de jeu.   |
| 46.                                         | 12 septembre 2023                           | Stade Al-Janoub, Al Wakrah, Qatar               | Qatar                                       | 1 - 1                                       | Match amical                                | Titulaire et remplacé par Aleksandr Yushin à la 90e minute de jeu.    |
| 47.                                         | 20 novembre 2023                            | Volgograd Arena, Volgograd, Russie              | Cuba                                        | 8 - 0                                       | Match amical                                | Titulaire et remplacé par Sergei Pinyayev à la 46e minute de jeu.     |
| 48.                                         | 21 mars 2024                                | VTB Arena, Moscou, Russie                       | Serbie                                      | 4 - 0                                       | Match amical                                | Titulaire et remplacé par Anton Zinkovski à la 76e minute de jeu.     |

#### Buts internationaux
| Buts en sélection d'Aleksandr Golovine | Buts en sélection d'Aleksandr Golovine | Buts en sélection d'Aleksandr Golovine | Buts en sélection d'Aleksandr Golovine | Buts en sélection d'Aleksandr Golovine | Buts en sélection d'Aleksandr Golovine | Buts en sélection d'Aleksandr Golovine |
|                                        | Date                                   | Lieu                                   | Adversaire                             | Score                                  | Résultat                               | Compétition                            |
| -------------------------------------- | -------------------------------------- | -------------------------------------- | -------------------------------------- | -------------------------------------- | -------------------------------------- | -------------------------------------- |
| 1.                                     | 7 juin 2015                            | Arena Khimki, Moscou, Russie           | Biélorussie                            | 2 - 2                                  | 4 - 2                                  | Match amical                           |
| 2.                                     | 26 mars 2016                           | Otkrytie Arena, Moscou, Russie         | Lituanie                               | 2 - 0                                  | 3 - 0                                  | Match amical                           |
| 3.                                     | 14 juin 2018                           | Stade Loujniki, Moscou, Russie         | Arabie saoudite                        | 5 - 0                                  | 5 - 0                                  | Coupe du monde 2018                    |
| 4.                                     | 10 octobre 2019                        | Stade Loujniki, Moscou, Russie         | Écosse                                 | 4 - 0                                  | 4 - 0                                  | Éliminatoires Euro 2020                |
| 5.                                     | 13 octobre 2019                        | Stade GSP, Nicosie, Chypre             | Chypre                                 | 0 - 4                                  | 0 - 5                                  | Éliminatoires Euro 2020                |
| 6.                                     | 20 novembre 2023                       | Volgograd Arena, Volgograd, Russie     | Cuba                                   | 2 - 0                                  | 8 - 0                                  | Match amical                           |

## Palmarès

### Palmarès collectif
| CSKA Moscou (1) | AS Monaco | Équipe de Russie (1)                                                                            |
| --- | --- | ----------------------------------------------------------------------------------------------- |
| - Championnat de Russie (1) - Vainqueur : 2016. - Vice-champion : 2015, 2017 et 2018. - Coupe de Russie - Finaliste : 2016. - Supercoupe de Russie - Finaliste : 2016. | - Coupe de France - Finaliste : 2021. - Championnat de France - Vice-champion : 2024. - Trophée des champions - Finaliste : 2024. | - Euro des moins de 17 ans - Vainqueur en 2013. - Euro des moins de 19 ans - Finaliste en 2015. |

### Distinctions personnelles
- Meilleur but du mois de janvier 2023 contre le Stade brestois 29 en Ligue 1[86].